# La aldea maldita (película de 1930)
La aldea maldita es una película de cine mudo escrita y dirigida en 1930 por Florián Rey. Está considerada la obra maestra del periodo silente del cine español. En 1942 el mismo director dirigió una nueva versión homónima de esta película.

## Argumento
Los hechos se presentan en un pueblo de geografía indeterminada situado en la Castilla llamado Luján a comienzos del siglo XX. Mientras toda la aldea emigra a la ciudad debido a las tormentas que arruinan las cosechas, Juan será encarcelado injustamente por enfrentarse a un cacique de la zona.

## Comentarios
- Fue rodada en la provincia de Segovia en los pueblos de Ayllón, Pedraza, Sepúlveda y Segovia.
- La primera versión del filme de 1929, rodada por Florián Rey y cofinanciada con Pedro Larrañaga y Ruiz-Gómez , se trataba de una versión muda. Sin embargo, en 1930 ya existía la técnica sonora, y tras realizar una serie de pases previos entre allegados, estos le instaron a sonorizarla. Y así lo hizo. En los Estudios Tobis franceses se produjo la sonorización y el filme pudo estrenarse en Francia (Sala Pleyel, París el 18 de octubre de 1930), como en España (Cine San Miguel, Madrid el 8 de diciembre de 1930) como película sonora.
- La versión sonora nunca ha sido encontrada, mientras que la muda ha permanecido muchos años en los archivos y fue restaurada a comienzos de los años ochenta por el Instituto de la Cinematografía y de las Artes Audiovisuales (ICAA) . Remasterizada por Juan Mariné y música del compositor José Nieto. Se estrenó en la inauguración de la 31 Semana Internacional de Cine de Valladolid (Seminci) de 1986, en una proyección especial con la participación de la Orquesta Sinfónica Ciudad de Valladolid dirigida por el propio José Nieto.
- La 67 Semana Internacional de Cine de Valladolid (Seminci) presentó la copia restaurada de ‘La aldea maldita' con doce minutos de metraje inédito y música en directo compuesta e interpretada por el músico Raül Refree, la proyección tuvo lugar el día 28 de octubre en el Centro Cultural Miguel Delibes.
- el 21 Festival de Música Española de Cádiz presentó la proyección de “La aldea maldita”  restaurada, con música original de Juan Carlos Garvayo, con el propio compositor al piano y Agustín Diassera a la percusión, el 18 de noviembre de 2023 en el Edificio Constitución 1812, Aulario “La bomba”.